# غوستاف ساندبرغ ماجنوسون
غوستاف ساندبرغ ماجنوسون (بالسويدية: Gustav Sandberg Magnusson) (3 فبراير 1992 بالسويد - ) هو لاعب كرة قدم سويدي في مركز الوسط. شارك مع منتخب السويد تحت 19 سنة لكرة القدم. أما مع النوادي، فقد لعب مع نادي برومابويكارنا وValsta Syrianska IK ‏.

## وصلات خارجية
- غوستاف ساندبرغ ماجنوسون على موقع اتحاد السويد (السويدية)
- غوستاف ساندبرغ ماجنوسون على موقع قاعدة بيانات كرة القدم.إي يو (الإنجليزية)
- غوستاف ساندبرغ ماجنوسون على موقع Soccerway.com (الإنجليزية)